# F1世界選手権の歴史
F1世界選手権の歴史では、1950年よりドライバータイトルの世界選手権として始まり、後のFIAフォーミュラ1世界選手権へと続く選手権一連の変遷について記述する。

## F1誕生
1906年、フランスで初の四輪グランプリである「ACFグランプリ」が開催された。その後、徐々に車輌重量やエンジン排気量の規格(GPフォーミュラ)が整理され、1920年代にはヨーロッパ各地でもグランプリが行われるようになった。1930年代にはグランプリレースから成るヨーロッパ・ドライバーズ選手権が発足し、ナチス・ドイツの威信を担うメルセデス・ベンツとアウトウニオンが大活躍したが、第二次世界大戦によりグランプリは中断を余儀なくされた。
終戦後の1946年、国際自動車連盟(FIA)の国際スポーツ委員会(CSI)は戦前のグランプリカーとヴォアチュレットをもとに新たな規格を制定し、エンジン排気量が「自然吸気式4,500cc、過給式1,500cc」の車両を単座席レーシングカーの最上位クラスに位置づけた。当初フォーミュラAと呼ばれたが、後にフォーミュラNo.1または国際フォーミュラNo.1と正式呼称されフォーミュラ1(F1)が定着した。
1947年に新規定下でグランプリが再開されるとイタリアのアルファロメオが無敵を誇り、次いで新興のスクーデリア・フェラーリが台頭した。フェラーリは戦前にアルファ・ロメオチームの監督だったエンツォ・フェラーリが創設したチームであり、いわば親子関係の対決であった。
1949年には世界各国のグランプリからプライオリティの高い数戦を選手権対象レースに指定し、個別レースの成績に応じて与えられる点数の年間合計により年度の優勝者を決める世界選手権構想が固まり、翌1950年からの開催が決まった。当初、選手権タイトルはドライバーのみであったが、1958年から製造者タイトルが設定された(当時はグランプリレースの世界選手権がドライバータイトル、1953年から始まった耐久レースのスポーツカー世界選手権が製造者タイトルと棲み分けされていた)。
なお、この世界選手権を「F1グランプリ」と呼ぶ例も多いが、歴史上「F1(レースカテゴリ)」と「グランプリ(各国最高峰のモータースポーツイベント)」と「世界選手権」は必ずしも同義ではなかった。日本グランプリやマカオグランプリなどF1以外で行われたグランプリもあり、イギリスのブランズハッチサーキットで開催されたレース・オブ・チャンピオンズ(1967年 - 1983年)のような非選手権F1レースも盛んに行われていた(イギリスや南アフリカではF1の国内選手権も開催された)。F1レースが「年間17戦前後のグランプリからなる世界選手権」という方式で定着するのは非選手権F1レースが廃止された1984年以降のことである。

## 1950年代
| 年度   | ドライバーズ                 | コンストラクターズ       |
| ------ | ---------------------------- | ------------------------ |
| 1950年 | ジュゼッペ・ファリーナ       |                          |
| 1951年 | ファン・マヌエル・ファンジオ |                          |
| 1952年 | アルベルト・アスカリ         |                          |
| 1953年 | アルベルト・アスカリ         |                          |
| 1954年 | ファン・マヌエル・ファンジオ |                          |
| 1955年 | ファン・マヌエル・ファンジオ |                          |
| 1956年 | ファン・マヌエル・ファンジオ |                          |
| 1957年 | ファン・マヌエル・ファンジオ |                          |
| 1958年 | マイク・ホーソーン           | ヴァンウォール           |
| 1959年 | ジャック・ブラバム           | クーパー・クライマックス |

### イタリア・ドイツ勢の争いとファンジオ

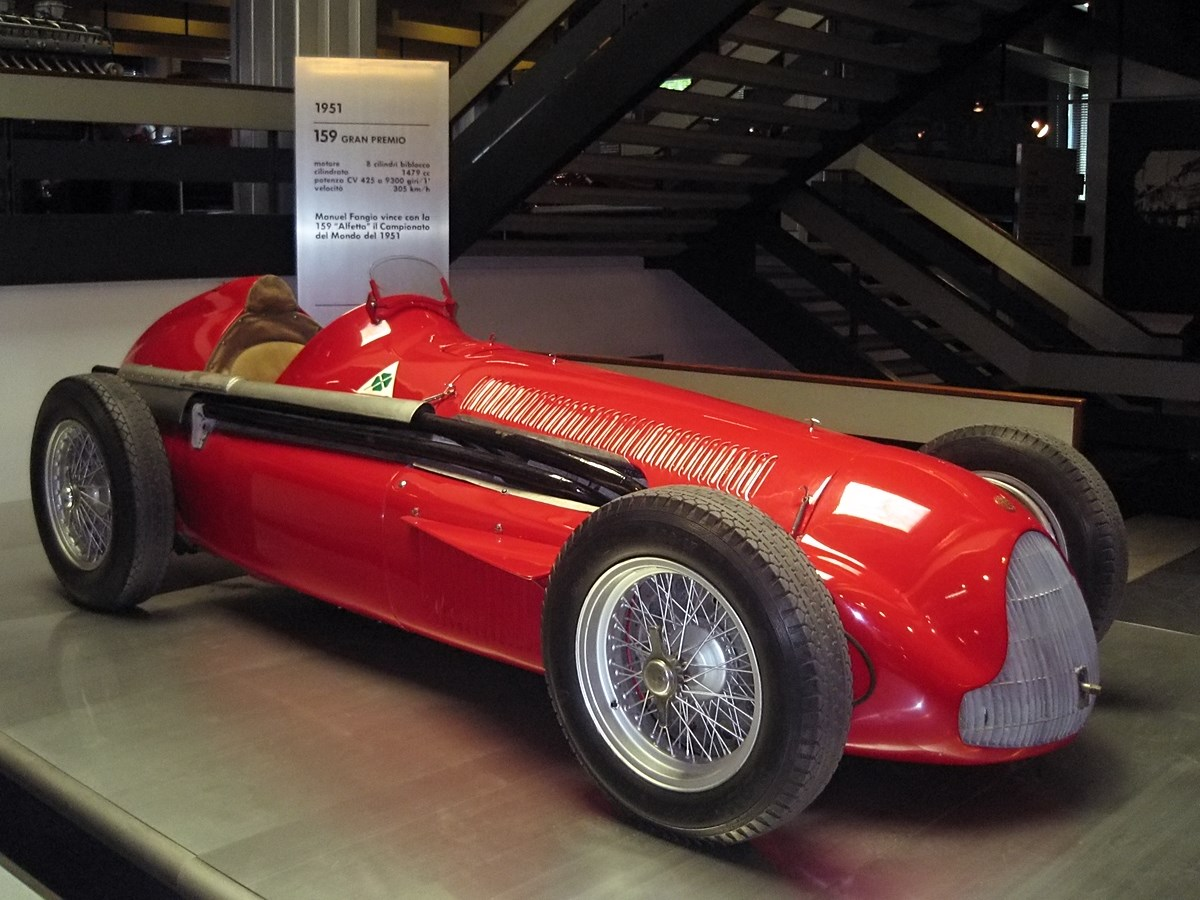
アルファロメオ・159

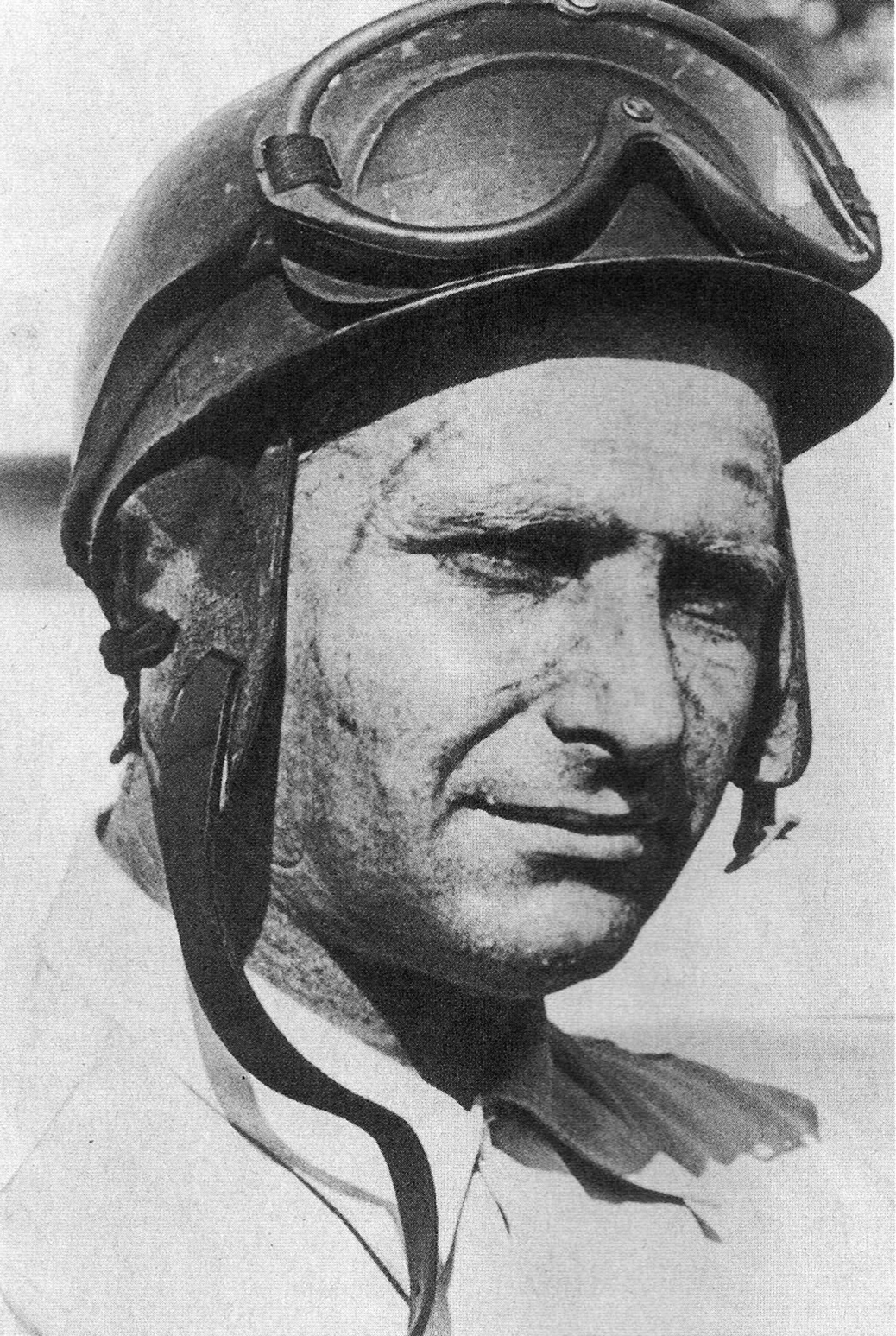
ファン・マヌエル・ファンジオ

F1世界選手権は1950年5月13日のイギリスGPで開幕した。1950年代はヨーロッパ各国のGPに加え、世界選手権という名目上アメリカのインディ500もカレンダーに組みこんでいたが、実際は欧米間の交流は疎遠であった。
開幕時の構図はアルファ・ロメオ、フェラーリ、マセラティのイタリア3大ワークス・チームの争いとなった。アルファ・ロメオは「アルファの3F」と呼ばれるベテランドライバーを擁し初年度を全勝で飾ったが、1951年はフェラーリの猛追にあい、資金難のため撤退を強いられた。スーパーチャージャー式エンジンのアルファ・ロメオが去ったのち、F1では1970年代末まで自然吸気式エンジンの時代が続く。
1952年と1953年は参加台数不足の懸念からF2規定での選手権となった。フェラーリが2年間に15戦14勝と圧勝し、エースのアルベルト・アスカリは2連覇を達成した。
1954年にエンジン排気量を「自然吸気式2,500cc、過給式750cc」とする新規定が施行されると戦前の強豪メルセデス・ベンツが復帰し、斬新な技術を投入したマシンで再びGPを席巻した。1955年にかけて12戦9勝を挙げたが、ル・マン24時間レースで大事故を起こした責任から同年末にレース活動を休止した。その後はフェラーリ対マセラティの勝負となるが、イタリア勢はワークス活動の撤退や有力ドライバーの事故死などで徐々に勢いを失った。
この創成期において最も成功を収めたドライバーがファン・マヌエル・ファンジオである。8年間に5度のドライバーズチャンピオンとなり、2003年にミハエル・シューマッハに破られるまで46年間最多チャンピオン獲得記録者であった。

### イギリス勢の台頭
1950年代後半にはイタリアの自動車メーカー系コンストラクターに代わり、イギリスの独立系コンストラクターが躍進した。多くは「バックヤード・ビルダー(裏庭のガレージが作業場のレーシングカー製造者)」と呼ばれる小規模チームであったが、優れたシャーシ設計技術によりF1界の中心勢力となっていく。量販型コヴェントリー・クライマックスエンジン(元は消火用ポンプのエンジン)の登場もイギリス勢の追い風となった。
1958年にはヴァンウォールが初施行されたコンストラクターズ選手権の初代王者となり、ドライバーズ選手権もフェラーリ所属のマイク・ホーソーンが制した。また、「無冠の帝王」と呼ばれたスターリング・モスはイギリスの国民的ヒーローとなった。
1959年、1960年は独自のミッドシップマシンを熟成したクーパーがトップランナーに躍り出て、ジャック・ブラバムを擁しドライバーズ・コンストラクターズ選手権を連覇した。ミッドシップ革命は他チームにも波及し、アメリカのレース界にも影響を与えた。

## 1960年代
| 年度   | ドライバーズ             | コンストラクターズ       |
| ------ | ------------------------ | ------------------------ |
| 1960年 | ジャック・ブラバム       | クーパー・クライマックス |
| 1961年 | フィル・ヒル             | フェラーリ               |
| 1962年 | グラハム・ヒル           | BRM                      |
| 1963年 | ジム・クラーク           | ロータス・クライマックス |
| 1964年 | ジョン・サーティース     | フェラーリ               |
| 1965年 | ジム・クラーク           | ロータス・クライマックス |
| 1966年 | ジャック・ブラバム       | ブラバム・レプコ         |
| 1967年 | デニス・ハルム           | ブラバム・レプコ         |
| 1968年 | グラハム・ヒル           | ロータス・フォード       |
| 1969年 | ジャッキー・スチュワート | マトラ・フォード         |

### ロータスとクラークの栄光

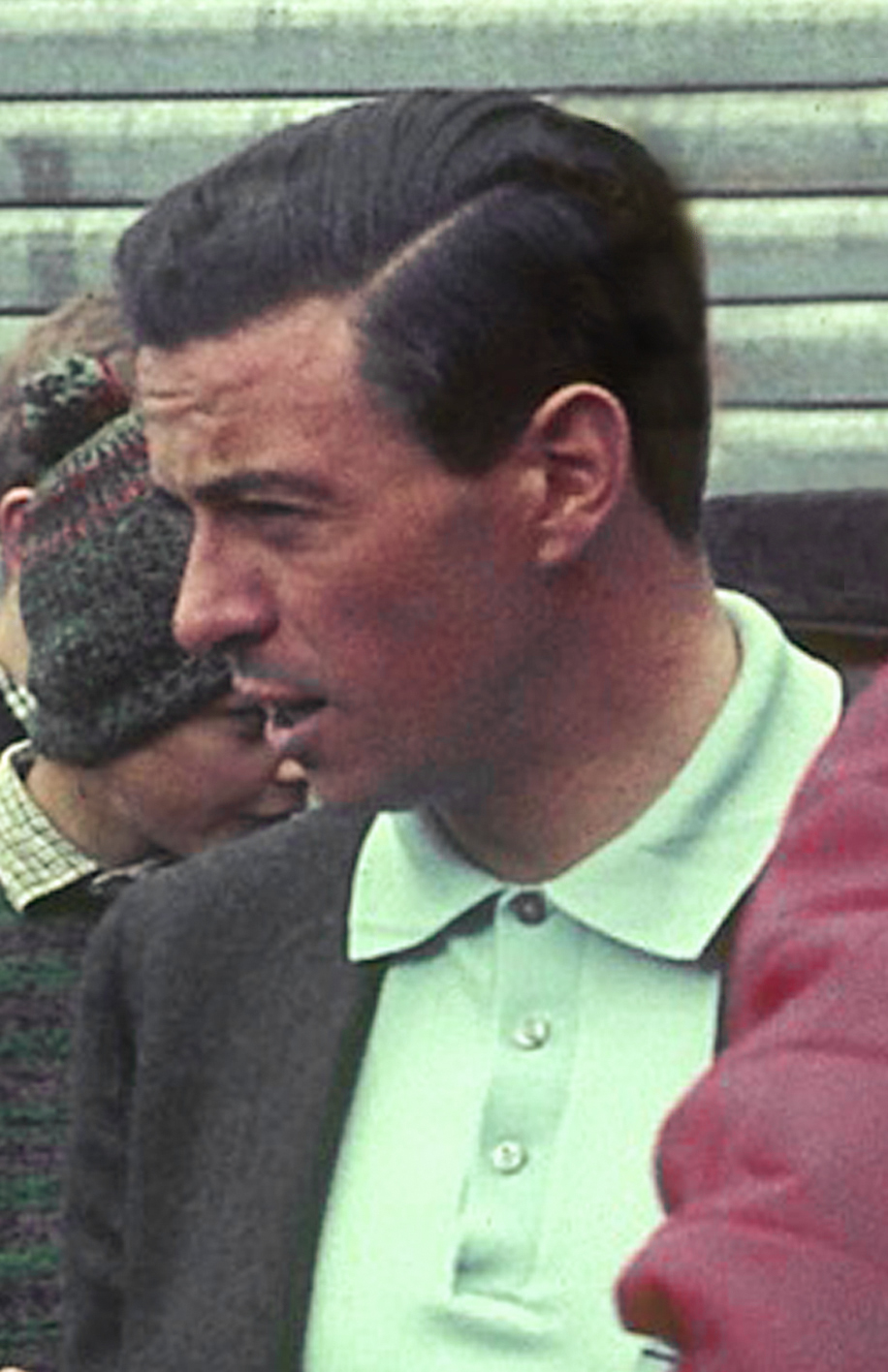
ジム・クラーク

1961年にエンジン排気量を「自然吸気式1,500cc以下(過給式禁止)」とする新規定が施行され、「葉巻型」と呼ばれる軽量マシンによる競争となった。ブラバム(ジャック・ブラバム)やマクラーレン(ブルース・マクラーレン)のようなドライバーがオーナーを兼任するコンストラクターも誕生した。
フェラーリは1961年と1964年にダブルタイトルを制覇したが、本社経営が安定せず成績不振に陥る。代わってコーリン・チャップマン率いるロータスがアルミ製モノコックシャーシなど革新的な技術を生み出し、F1界のトレンドリーダー的存在となった。チャップマンに見出されたジム・クラークは通算25勝と2度のチャンピオンに輝き、1968年に事故死するまで最速ドライバーの名をほしいままにした。その好敵手となったのがグラハム・ヒル、ジョン・サーティース、ダン・ガーニーらで、ヒルは伝統のモナコGPを5度制覇し「モナコ・マイスター」と讃えられた。
1960年代は北米レース界との交流が盛んで、クラークとヒルは1965年、1966年のインディ500を制覇した。ガーニーはイーグルを設立し欧米レース界で活動。マクラーレンもF1以前にカナディアン-アメリカン・チャレンジカップ(Can-Am)シリーズで成功を収めた。

### DFVエンジンとウイングの登場

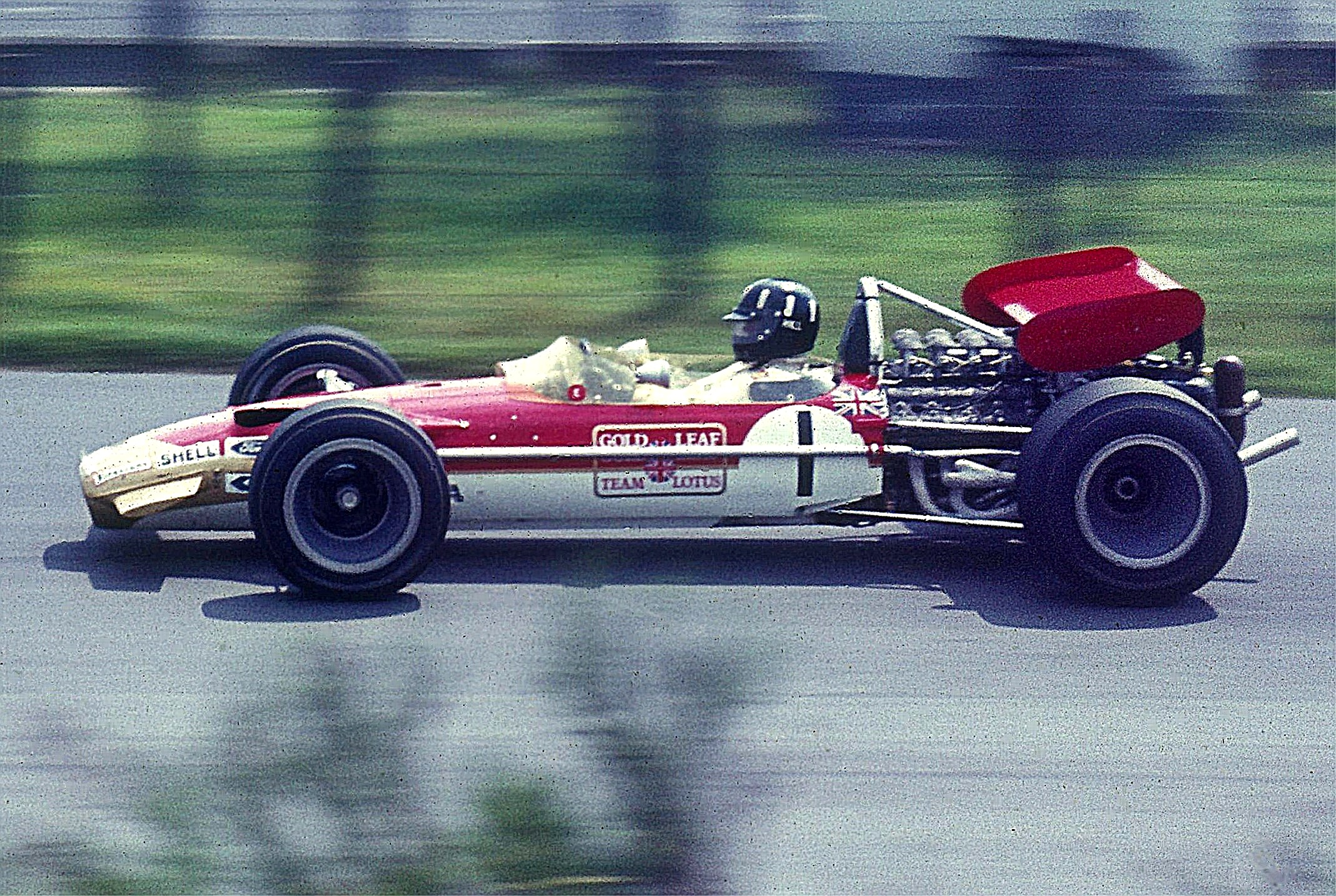
グラハム・ヒルとロータス・49
(1969年 ドイツGP)

1966年にエンジン排気量規定が「自然吸気式3,000cc、過給式1,500cc」に改められ、初年度と1967年は信頼性の高いレプコエンジンを積んだブラバムがダブルタイトルを連覇した。1967年には安価で高性能な量販型エンジン、フォード・コスワース・DFVエンジンが登場し、以後20年近くにわたり多くのチームに供給され、通算155勝を挙げることになる。
排気量が2倍になったためエンジンパワーの活用法が模索され、ダンロップ、グッドイヤー、ファイアストン3社の「タイヤ戦争」によりワイドトレッドタイヤが登場した(のちに溝無しのスリックタイヤへ移行)。
四輪駆動車やガスタービンエンジン車の研究なども行われたが、後にレギュレーションで「後輪駆動の四輪車」などと明確化され禁止されるなどしたこともあり、こんにちのF1車への影響は目に見える形では少ない。
前述のミッドシップに続き、この時代にあった最も大きな変化は、走行中の気流による空力において、抗力を減らすことのみに注力する方向から、抗力を少々増やしてでも大きなダウンフォースを発生させタイヤを路面に押しつけることで、中間加速や高速でのコーナリングや減速に必要なグリップ力を稼ぐようになったことであろう(つまり、前述のハイパワー化とも関連する)。このウイングは後にどんどん大型化し、1980年代頃に現在見られるような形態の基本形が完成した。レーシングカーの世界では以前から(抗力を減らす以外の)空力の活用例はいくつかあったが(ベンツ300SLRのエアブレーキなど)、この目的でのウイングはプロトタイプカーやカンナムカーから始まったものである。
ウイングは、F1では1968年に急速に広がり多種多様な形態が現れたが、効果を上げるためのハイマウント、最高速走行時にウィングを寝かせるなどの可変機構、直接タイヤを押さえつけるためにサスペンションよりタイヤ側へ取り付け、といったギミックは多数のトラブルを発生させたため危険であるとして、1969年のシーズン中に、「走行中の可変は禁止」「ボディに固定」という原則と、高さ・幅などの範囲がルール化された。以降のF1の形態の変化は、この原則内で可能なことを追求した結果とも言える。たとえば、サスペンションのバネが固くなった理由の一つとして、走行速度によるダウンフォースの変化の影響を減らしたいから、というものがある(サス下に取り付けられていればバネは影響されない。一方で車高の変化により空力も変化するため、空力の安定のために車高は変化させたくない、という相互関係もある)。
商業的には、FIAが広告活動を解禁したことでタバコメーカーなどのスポンサーが参入し、F1界の商業的な拡大が始まった。伝統のナショナルカラーを捨て、F1マシンはカラフルなスポンサーカラーに彩られることになる。

## 1970年代
| 年度   | ドライバーズ                   | コンストラクターズ     |
| ------ | ------------------------------ | ---------------------- |
| 1970年 | ヨッヘン・リント               | ロータス・フォード     |
| 1971年 | ジャッキー・スチュワート       | ティレル・フォード     |
| 1972年 | エマーソン・フィッティパルディ | ロータス・フォード     |
| 1973年 | ジャッキー・スチュワート       | ロータス・フォード     |
| 1974年 | エマーソン・フィッティパルディ | マクラーレン・フォード |
| 1975年 | ニキ・ラウダ                   | フェラーリ             |
| 1976年 | ジェームス・ハント             | フェラーリ             |
| 1977年 | ニキ・ラウダ                   | フェラーリ             |
| 1978年 | マリオ・アンドレッティ         | ロータス・フォード     |
| 1979年 | ジョディ・シェクター           | フェラーリ             |

### F1サーカス

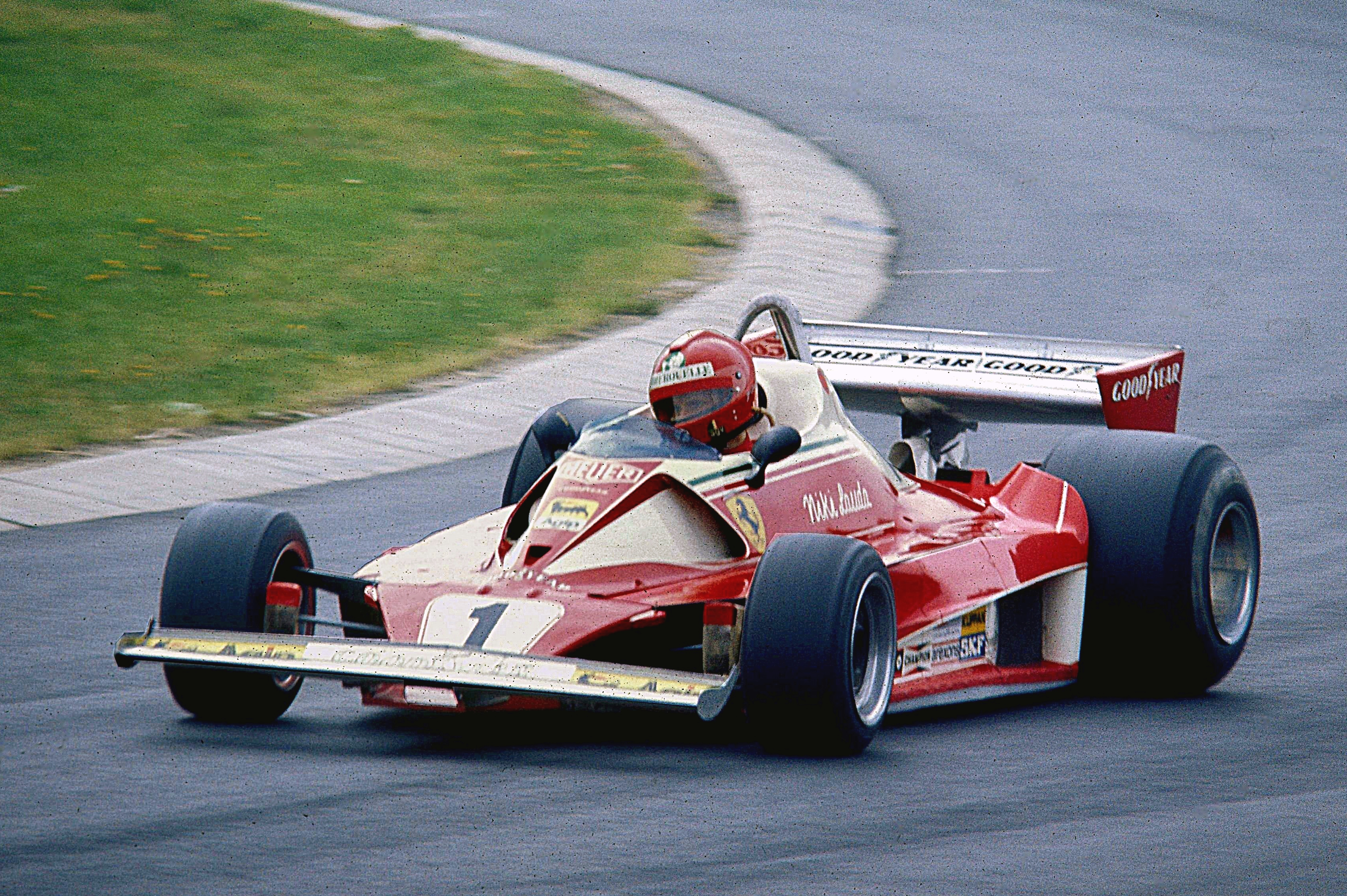
ニキ・ラウダとフェラーリ・312T2(1976年 ドイツGP)

DFVエンジンとヒューランド製変速機の普及により、新興コンストラクターが「キットカー」と呼ばれるパッケージマシンを製作して続々と参戦した。F1製造者協会(FOCA)会長バーニー・エクレストンの拡大路線により、F1は名実共に世界規模のモータースポーツイベントへ成長する。ドライバーも国際色豊かになり、世界各地を転戦しながら実力伯仲の戦いを繰り広げた。
ティレルはジャッキー・スチュワートを擁し、新興チームとして驚異的な活躍をみせた。スチュワートは3度のワールドチャンピオンに輝いただけでなく、安全面の啓蒙活動にも貢献した。ヨッヘン・リントは事故死後にチャンピオンの栄誉を授かり、若き王者エマーソン・フィッティパルディは後進のブラジル人ドライバーに大きな影響を与えた。マリオ・アンドレッティは欧米を股にかけて活躍し、ロニー・ピーターソンの豪快なドリフト走法が人気を集めた。
DFVエンジン勢の前に沈黙していた名門フェラーリはニキ・ラウダの抜擢により復活し、1970年代後半に黄金期を迎えた。ラウダは1976年中に瀕死の重傷を負いながら見事にカムバックし、引退・復帰をへて3度のワールドチャンピオンになるなどプロフェッショナルドライバーの規範を示した。

### グラウンド・エフェクトカーとターボエンジン

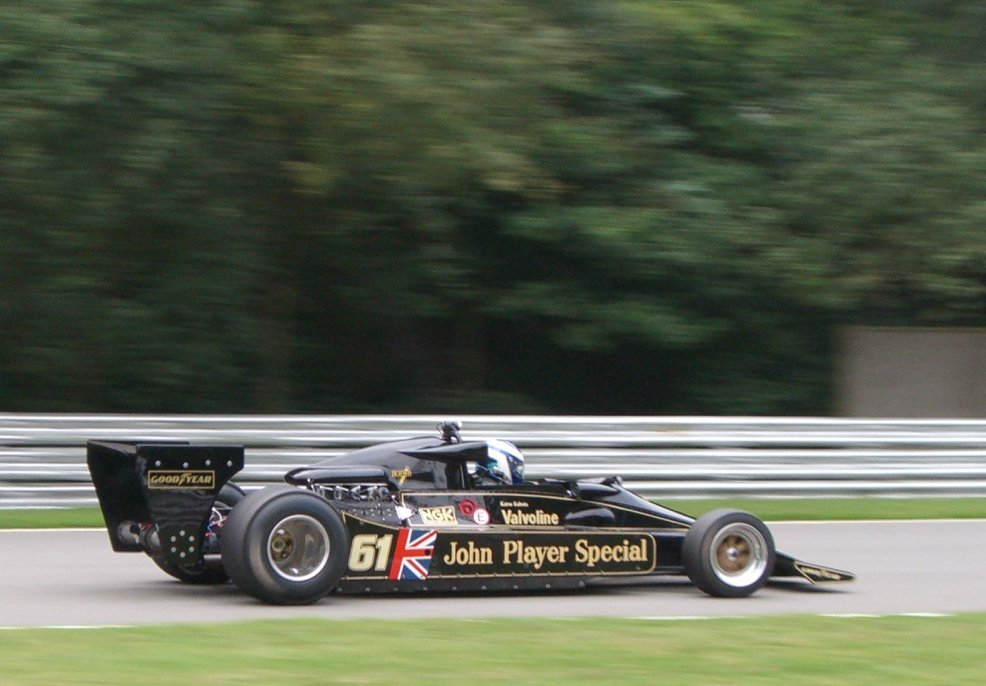
グラウンド・エフェクトカー
ロータス・78

空力デザインの試行錯誤により個性的な外観のマシンが登場した。サイドラジエター、ウェッジシェイプ(楔形)ボディ、スポーツカーノーズ、巨大な吸気ポッドなどが流行し、6輪車ティレル・P34のような奇抜なアイデアもあらわれた。
フェラーリ、アルファ・ロメオ(エンジンメーカーとしてF1復帰)などの12気筒エンジン勢に対し、馬力で劣るDFVエンジン勢は空力の追求に活路を求めた。なかでも1977年にロータスが開発したグラウンド・エフェクト・カーは一大発明となった。ベンチュリ効果によって車体底面の気圧を下げ「路面に吸いつくように走る」という画期的なアイデアはたちまち大流行し、その中から弱小ウィリアムズが上位進出のきっかけをつかんだ。また、同様の発想からファン・カーという奇策も登場した。
同年にはルノーがターボエンジンを用いて参戦(ルノー・RS01)。トラブルを重ねながらも開発を進め、1980年代のターボエンジン時代の先鞭を付けた。フランス勢はルノー以外にもマトラ、リジェ、ミシュラン(ラジアルタイヤを導入)、エルフ支援のドライバーなど国を挙げてのF1進出が続いた。

## 1980年代
| 年度   | ドライバーズ       | コンストラクターズ     |
| ------ | ------------------ | ---------------------- |
| 1980年 | アラン・ジョーンズ | ウィリアムズ・フォード |
| 1981年 | ネルソン・ピケ     | ウィリアムズ・フォード |
| 1982年 | ケケ・ロズベルグ   | フェラーリ             |
| 1983年 | ネルソン・ピケ     | フェラーリ             |
| 1984年 | ニキ・ラウダ       | マクラーレン・TAG      |
| 1985年 | アラン・プロスト   | マクラーレン・TAG      |
| 1986年 | アラン・プロスト   | ウィリアムズ・ホンダ   |
| 1987年 | ネルソン・ピケ     | ウィリアムズ・ホンダ   |
| 1988年 | アイルトン・セナ   | マクラーレン・ホンダ   |
| 1989年 | アラン・プロスト   | マクラーレン・ホンダ   |

### FISA・FOCA戦争

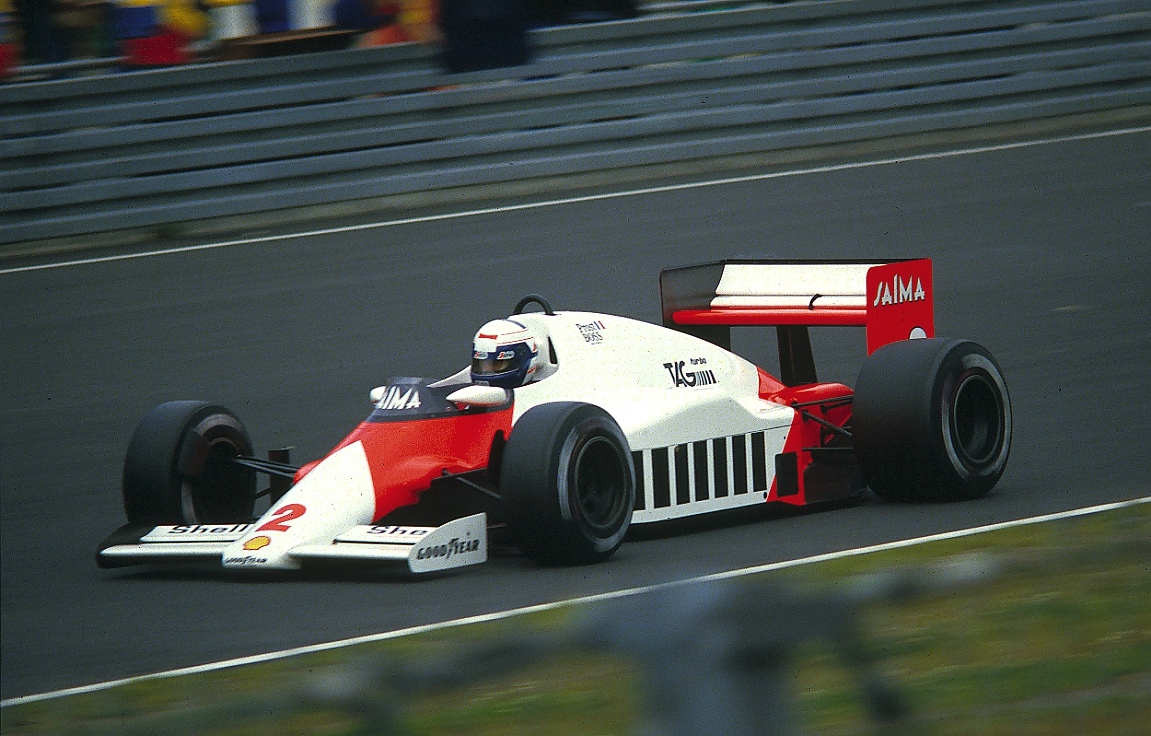
アラン・プロストとマクラーレン・MP4/2B(1985年ドイツGP)

F1がテレビ放映権料収入により巨大ビジネス化するなかで、運営を巡る権力争いが起きた。現場監督者のF1製造者協会 (FOCA) 会長バーニー・エクレストンと組織統治者の国際自動車スポーツ連盟(FISA) 会長ジャン・マリー・バレストルの対立が表面化。コンストラクターもFOCA陣営(DFVエンジン勢)FISA陣営(ターボエンジン勢)とに分かれて一時は選手権分裂が危ぶまれた。両者は1981年のコンコルド協定で和解し、FISAが統轄面、FOCAが商業面を分担する体制を確立した。以後コンコルド協定は「F1界の法典」として機能するが、収入の分配や参戦資格などをめぐり様々な論争を起こしている。
FISA・FOCAの分裂騒動ではウイングカーの危険性が争点のひとつとなった。1982年にジル・ヴィルヌーヴをはじめ重大な死傷事故が相次いだことから1983年よりフラットボトム規定が施行され、ウイングカーは姿を消した。

### ターボエンジン全盛期

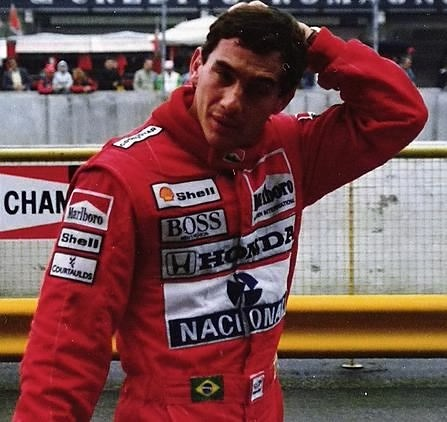
アイルトン・セナ

自動車メーカーが相次いでターボエンジンの開発・供給に乗り出すとDFVエンジンの共栄時代は終わり、1000馬力を超える熾烈なパワー競争が繰り広げられた。FISAが厳しいエンジン規制を課すなか、燃費と出力のバランスに優れたターボエンジンが勝利を独占する傾向が強まり、TAGポルシェ、次いでホンダが最強エンジンと呼ばれた。
この2メーカーと組んで一時代を築いたのがロン・デニス率いる新体制マクラーレンであり、1984年から1991年までの8年間に6度ダブルタイトルを制覇した(1984年には16戦12勝、1988年には16戦15勝を記録)。また、ジョン・バーナードの設計で1981年に実用化されたカーボン製モノコックは、車体剛性を高め安全性の面でも顕著な進歩をもたらした。
80年代に3度のワールドチャンピオンを分け合ったネルソン・ピケとアラン・プロストを筆頭に、遅咲きのナイジェル・マンセル、そして新星アイルトン・セナを加え、ターボ時代の「四強ドライバー」と呼ぶ向きもあった。マクラーレンで最強コンビを組んだプロストとセナは2年続けて接触でチャンピオンを決するという遺恨を残し、熾烈なライバル意識がコース内外で注目を集めた。
しかし、耐久レースや世界ラリー選手権グループBなどの他カテゴリでターボエンジン搭載車の重大事故が続発した事により、行きすぎたパワー競争は終焉を迎える。FISAが1989年から「自然吸気式3,500ccエンジン、過給式エンジン禁止」とルールを改訂したため、ターボエンジン全盛の時代は幕を下ろす事となった。ただし、これを機に新興コンストラクターの参入が相次ぎF1は活況を見せ、1992年まで予備予選が実施されることとなる。

### テストの増加
1980年代後半からの傾向としてテストの重要性が増し、テストの回数がそれ以前より大幅に増えたことが挙げられる。1988年を例にとると、FOCA主催の合同テストが6回行われ、トップチームはこれとは別にプライベートテストを20回以上行っている。1988年に不振に陥ったロータスは5月半ばの段階で既に9回ものプライベートテストを行っており、ドライバーのネルソン・ピケはこのような状況について「テストのスキをみてレースをやっているようなもの。体が持たない」と語っている。
その後、トップチームはレギュラードライバーとは別にテストドライバーを確保し、テスト専門のチームを作るなどしてレース活動におけるテストの比重は一層高まっていった。

## 1990年代
| 年度   | ドライバーズ           | コンストラクターズ       |
| ------ | ---------------------- | ------------------------ |
| 1990年 | アイルトン・セナ       | マクラーレン・ホンダ     |
| 1991年 | アイルトン・セナ       | マクラーレン・ホンダ     |
| 1992年 | ナイジェル・マンセル   | ウィリアムズ・ルノー     |
| 1993年 | アラン・プロスト       | ウィリアムズ・ルノー     |
| 1994年 | ミハエル・シューマッハ | ウィリアムズ・ルノー     |
| 1995年 | ミハエル・シューマッハ | ベネトン・ルノー         |
| 1996年 | デイモン・ヒル         | ウィリアムズ・ルノー     |
| 1997年 | ジャック・ヴィルヌーヴ | ウィリアムズ・ルノー     |
| 1998年 | ミカ・ハッキネン       | マクラーレン・メルセデス |
| 1999年 | ミカ・ハッキネン       | フェラーリ               |

### 新時代のハイテクマシン

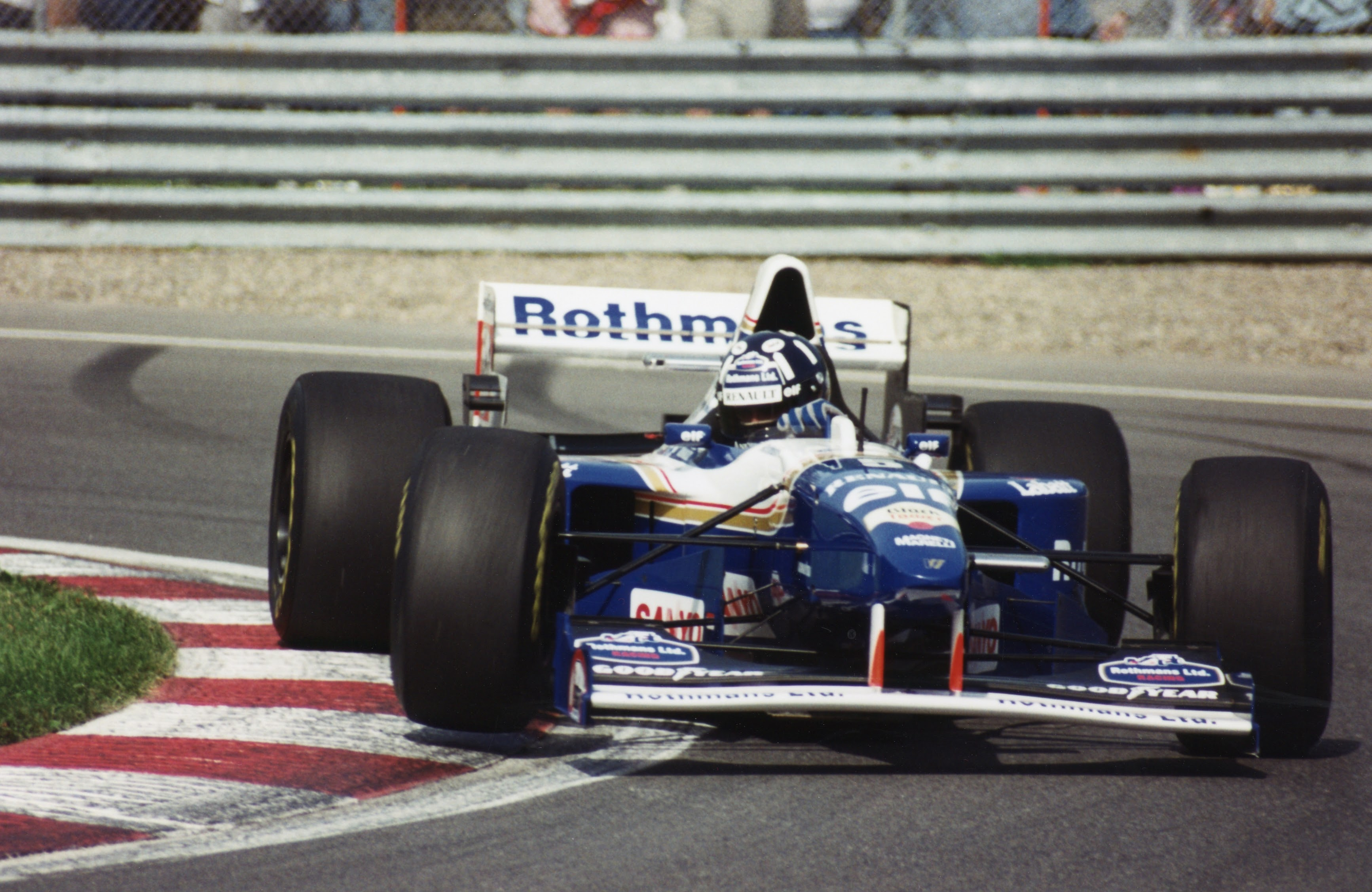
デイモン・ヒルとウィリアムズ・FW17(1995年カナダGP)

ターボエンジンの禁止後は総合的なマシン開発が鍵となり、セミオートマチックトランスミッション、アクティブサスペンション、トラクションコントロールシステムなどの電子制御装置が普及した。ダウンフォース発生に効果的なハイノーズが登場し、エイドリアン・ニューウェイ、ロリー・バーンら空力追求派のマシンデザイナーが脚光を浴びた。
ウィリアムズはルノーとのジョイントで5度のコンストラクターズタイトルを獲得し、1990年代を代表するチームとなった。ルノーはホンダから最強エンジンの名を引き継ぎ、ベネトンも含めて6年連続チャンピオンエンジンとなった。一方で、ロータス、ブラバム、マーチといった名門でさえ資金難から撤退の道をたどった。
北米のCARTが国際化して人気が高まり、F1との人材交流が活発化した。F1と並ぶ伝統を持つスポーツカー世界選手権が消滅したため、メルセデス・ベンツ、プジョーらはF1やCARTにエンジンメーカーとして関わるようになった。

### セナの死と世代交代

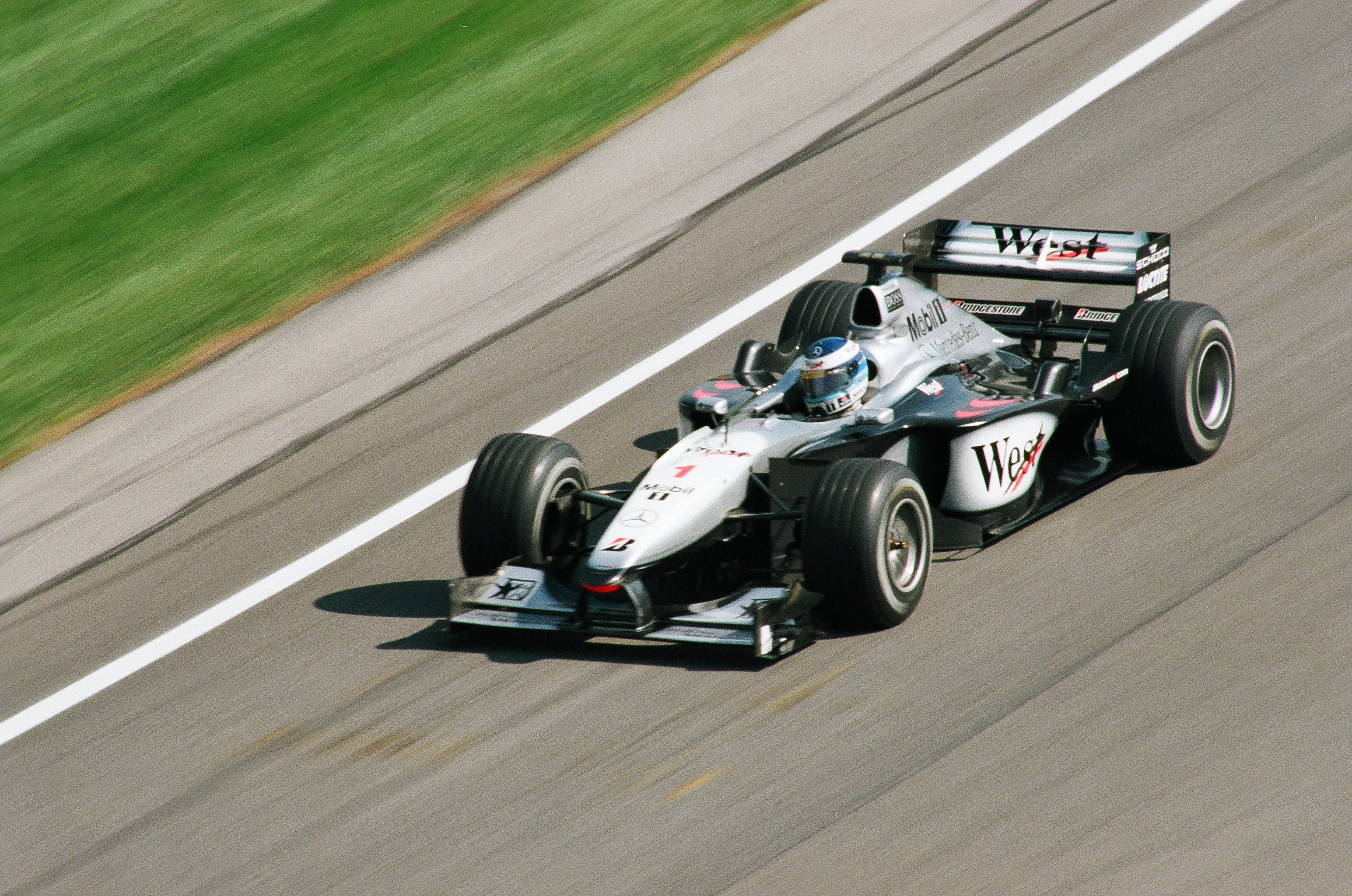
ミカ・ハッキネンとマクラーレン・MP4-15(2000年アメリカGP)

費用と安全面の懸念から、1994年には電子制御技術が大幅に規制された。しかし、セナの事故死など死傷事故が相次いだことから、さらなるスピード抑制対策が重ねられることになった。1995年にはエンジン排気量が「自然吸気式3,000cc」に縮小され、1998年からスリックタイヤに代わり溝付きのグルーブドタイヤが導入された。同年には35年間にわたり通算368勝の大記録を残したグッドイヤータイヤが撤退した。
決勝中の燃料再給油が解禁されると、燃料搭載量やピットストップのタイミングなどのチーム戦略が勝負の要諦となり、これを完遂するベネトンのミハエル・シューマッハが時代の寵児となった。フランスやイタリアのドライバーは減少傾向となり、代わってシューマッハらドイツ勢が台頭した。
1996年、1997年の王者となったデイモン・ヒル、ジャック・ヴィルヌーヴは往年の名手、グラハム・ヒル、ジル・ヴィルヌーヴの息子であり、二世ドライバーの活躍はF1誕生から半世紀の歴史を象徴するものとなった。
ホンダ撤退後に低迷したマクラーレンはメルセデス・ベンツエンジンとブリヂストンタイヤとのジョイントで復活を果たす。ミカ・ハッキネンはF3以来のライバル、シューマッハとの対決を制して1998年、1999年のドライバーズチャンピオンに輝いた。

## 2000年代
| 年度   | ドライバーズ           | コンストラクターズ   |
| ------ | ---------------------- | -------------------- |
| 2000年 | ミハエル・シューマッハ | フェラーリ           |
| 2001年 | ミハエル・シューマッハ | フェラーリ           |
| 2002年 | ミハエル・シューマッハ | フェラーリ           |
| 2003年 | ミハエル・シューマッハ | フェラーリ           |
| 2004年 | ミハエル・シューマッハ | フェラーリ           |
| 2005年 | フェルナンド・アロンソ | ルノー               |
| 2006年 | フェルナンド・アロンソ | ルノー               |
| 2007年 | キミ・ライコネン       | フェラーリ           |
| 2008年 | ルイス・ハミルトン     | フェラーリ           |
| 2009年 | ジェンソン・バトン     | ブラウン・メルセデス |

### フェラーリとシューマッハの王朝

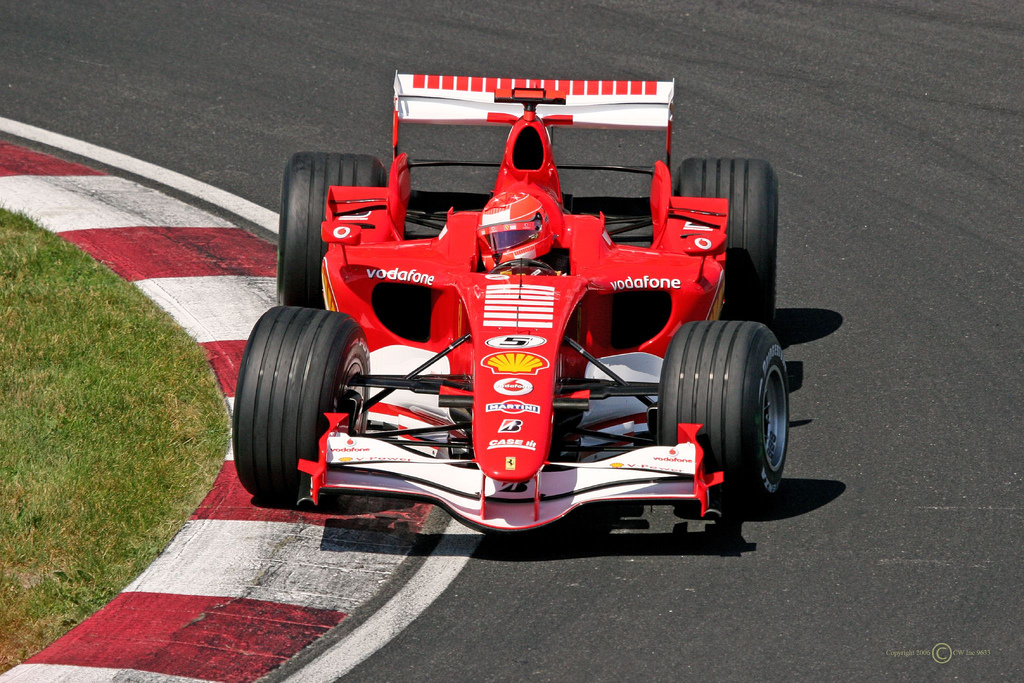
ミハエル・シューマッハとフェラーリ・248F1(2006年カナダGP)

1983年以来長くタイトルから遠ざかっていたフェラーリは1999年にコンストラクターズタイトルを獲得すると、2000年から2004年までシューマッハとともに黄金時代を築いた。シューマッハは最多勝利(91勝)、ポールポジション獲得数(69回)などの歴代個人記録を更新し、2003年にはファンジオの持つワールドチャンピオン5回の大記録を塗りかえ、その数を7回まで伸ばした。
ポスト・シューマッハ世代のドライバーでは育成機関やGP2で経験を積み、20代前半で活躍する若手選手の存在が目立つ。フェルナンド・アロンソは2003年に最年少優勝(22歳25日)、2005年に最年少チャンピオン(24歳58日)を記録するなど早熟の天才ぶりを発揮した。キミ・ライコネンはシューマッハの後任としてフェラーリ入りした2007年にチャンピオンに輝き、ケケ・ロズベルグ、ハッキネンに続く3人目のフィンランド人王者となった。
2008年には再び最年少記録が更新され、セバスチャン・ベッテルが初優勝(21歳73日)、ルイス・ハミルトンがチャンピオン(23歳300日)となる。ハミルトンはGP2出身者として、また黒人ドライバーとして初めての王者となった。

### 自動車メーカーの代理戦争

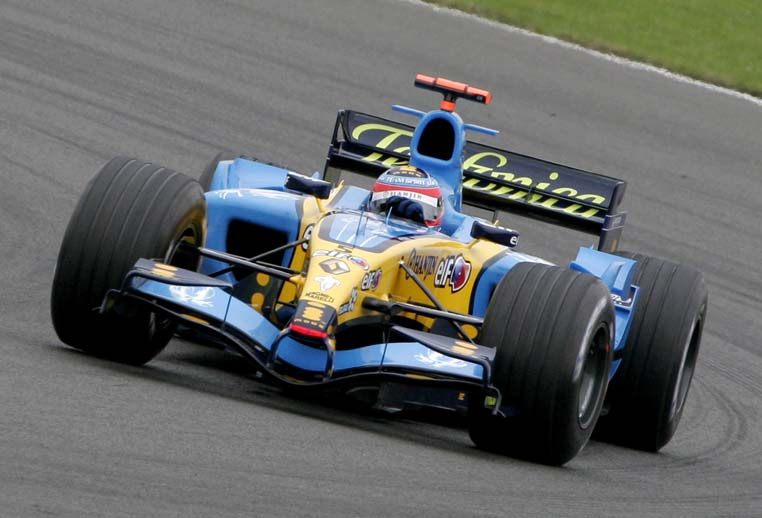
フェルナンド・アロンソとルノー・R25(2005年イギリスGP)

自動車業界の再編が進むなか、これまでエンジン供給者の立場にいた自動車メーカーが既存のコンストラクターを買収して参戦し、企業ブランドを賭けて激突する時代に突入した。マシン開発では空力の絶え間ない進化が最重要課題となり、各チームは多額の費用をかけて大型の風洞施設やスーパーコンピュータを導入した。また、ブリヂストンとミシュランのタイヤ戦争も過熱し、レース結果を大きく左右する要素となった。一方で環境問題への配慮から、2009年には運動エネルギー回生システム (KERS) の導入が開始された。
また、世界的なタバコ広告禁止運動により長くF1界の主力スポンサーであったタバコメーカーが撤退し、新たに情報通信・金融企業などが参入した。伝統あるオールドサーキットに代わり、バーレーン・アブダビ・韓国など経済発展著しいアジア地域でのF1開催数が増え、贅沢な施設をもつサーキットが建設されている。
FIAのマックス・モズレー会長はトップチームで年間500億円超にまで上昇した参戦経費を抑えこむべく、自動車メーカーの反対を押し切りコスト削減策を断行した。2006年にはエンジンを「自然吸気式2,400cc V型8気筒」へ縮小、2007年にはタイヤもブリヂストンのワンメイクとなったほか、2008年にはECUもマクラーレンの関連会社製のワンメイクとなった。
これに対しメーカー連合はグランプリ・ワールド・チャンピオンシップ(GPWC)→GPMA→FOTAを結成。FIAと商業管理者のFOA・FOMに対し、運営の透明化と適正な利益配分を求める交渉を続けた。2009年にはバジェットキャップ制度の導入を巡りFOTAが新シリーズ独立を宣言し、FISA・FOCA戦争以来のF1分裂騒動となった。
2008年末に世界経済を襲った世界金融危機は、F1参戦自動車メーカーとスポンサーを直撃した。2009年にかけてホンダ、BMWザウバー、トヨタが相次いで撤退した。

## 2010年代
| 年度   | ドライバーズ           | コンストラクターズ |
| ------ | ---------------------- | ------------------ |
| 2010年 | セバスチャン・ベッテル | レッドブル・ルノー |
| 2011年 | セバスチャン・ベッテル | レッドブル・ルノー |
| 2012年 | セバスチャン・ベッテル | レッドブル・ルノー |
| 2013年 | セバスチャン・ベッテル | レッドブル・ルノー |
| 2014年 | ルイス・ハミルトン     | メルセデス         |
| 2015年 | ルイス・ハミルトン     | メルセデス         |
| 2016年 | ニコ・ロズベルグ       | メルセデス         |
| 2017年 | ルイス・ハミルトン     | メルセデス         |
| 2018年 | ルイス・ハミルトン     | メルセデス         |
| 2019年 | ルイス・ハミルトン     | メルセデス         |

### ベッテルとレッドブルの黄金時代

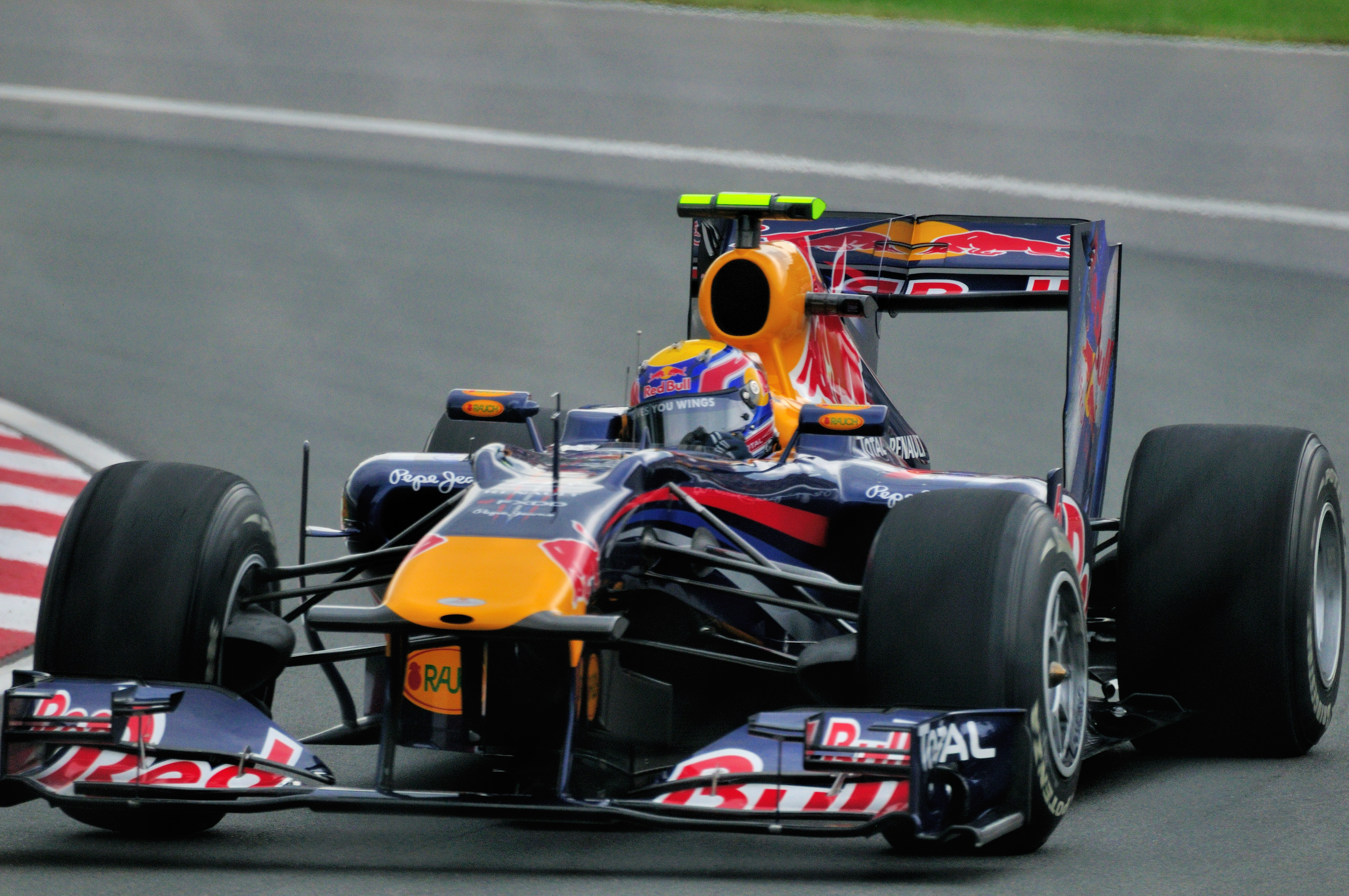
2010年から2013年までタイトルを独占したレッドブル(2010年カナダGPのマーク・ウェバー)

前述したように、2000年代末から自動車メーカー系のチームが相次いで撤退したが、その流れは2010年代に入っても続き、2010年末にはルノーもチームを売却してエンジン供給のみに活動を縮小した。その一方で、2010年にはロータス(後のケータハム)、HRT、ヴァージン(後のマルシャ、マノー)という3つの独立系コンストラクターが新規参入し、F1と自動車メーカーの関係は新たな局面を迎えた。
一方、2010年にメルセデスがブラウンGPを買収しワークスチームとして1955年以来のF1復帰を果たした。
また2010年にはブリヂストンが撤退し、2011年からは代わってピレリがワンメイクタイヤのサプライヤーとなった。
2010年から2013年まではセバスチャン・ベッテルとレッドブルが4連覇を果たす独壇場であった。2010年はフェラーリに移籍したフェルナンド・アロンソとのチャンピオン争いを最終戦で制し、史上最年少チャンピオン(23歳134日)となった。2011年は19戦11勝、ポールポジション15回と圧倒し連覇。2012年は開幕から7戦続けて異なる優勝者が誕生する珍しいシーズンとなったが、最終的にベッテルとアロンソのタイトル争いとなり、最終戦でベッテルがアロンソを振り切り3連覇を果たした。2013年は19戦13勝(うち終盤戦で9連勝)と再び他を圧倒し4連覇となった。

### パワーユニットの供給開始とメルセデス1強時代

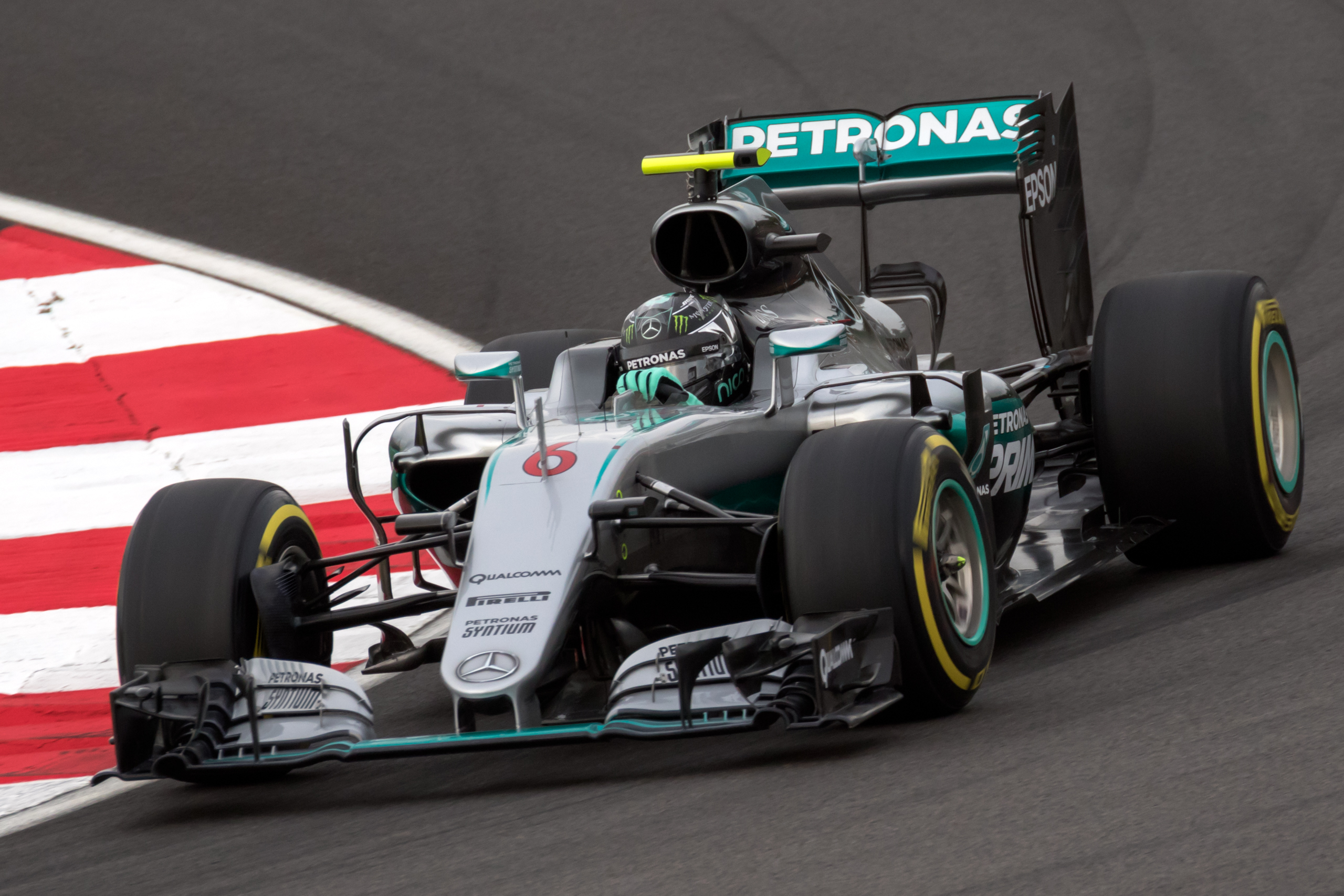
パワーユニットの供給が始まった2014年以降、メルセデスが圧倒的な速さを見せつける(2016年マレーシアGPのニコ・ロズベルグ)

近年の産業界の傾向に沿い、F1にも環境問題への配慮が求められた。2009年のKERS導入に続き、排気エネルギーの再利用(ターボエンジンの復活)やバイオ燃料の使用も検討され、2014年からターボエンジン(シングルターボ、排気量1.6リットル、V6)と2つのERS(MGU-KとMGU-H)などから構成される「パワーユニット」が供給されることになった。
この規定変更で勢力図が一変し、ルノー製PUの不振に大きく足を引っ張られたレッドブルが急失速したのとは対照的に、最も上手く対応に成功したメルセデス1強時代を迎えることになった。2014年は19戦16勝、18ポールポジション、ワン・ツー・フィニッシュ11回と他を圧倒し、メルセデスは初めてのコンストラクターズチャンピオン(1954-55年はタイトルが制定されていなかった)、ルイス・ハミルトンはマクラーレン時代の2008年以来のドライバーズチャンピオンとなった。翌2015年も19戦16勝、18ポールポジション、ワン・ツー・フィニッシュ12回と上位を独占し連覇を果たしている。この勢いは2016年も変わらず、21戦19勝、20ポールポジション、ワン・ツー・フィニッシュ8回と圧倒し3年連続コンストラクターズチャンピオンとなった。ドライバーズチャンピオンはハミルトンとニコ・ロズベルグのチームメイトで争われ、最終戦でロズベルグが初のドライバーズチャンピオンを獲得したが、ロズベルグは引退を決断した。2017年はシャシー規定の変更もあり序盤は苦戦したものの、中盤戦以降は速さと信頼性の高さで他を圧倒してコンストラクターズ4連覇、ハミルトンがドライバーズチャンピオンを奪回。2018年はフェラーリ勢などに戦力差を詰められ、中盤までは一進一退の戦いになったものの、終盤戦で一気に差を広げてコンストラクターズ5連覇、ハミルトンもファンジオに並ぶ5冠目を達成した。
2015年、マックス・フェルスタッペンが最年少出走(17歳165日)、最年少入賞(17歳180日)を更新し、翌2016年には最年少優勝記録(18歳227日)も塗り替えた。デビュー当初は若さや経験不足を懸念する意見もあり、スーパーライセンスの発給条件が厳しくされるほどであった。
リーマン・ショック以降続く経済難はF1でも例外ではなく、資金難から撤退に追い込まれる弱小チームが続出した。
一方、2015年にホンダがマクラーレンにパワーユニットを供給する形でF1復帰を果たしている。2016年にはハースが新規参戦した。
リバティメディアによるフォーミュラワン・グループ買収が2017年1月に完了し、40年もの間F1の商業権を取り仕切ってきたバーニー・エクレストンがCEOから名誉会長に退いた。

## F1と日本

### ホンダ第一期活動

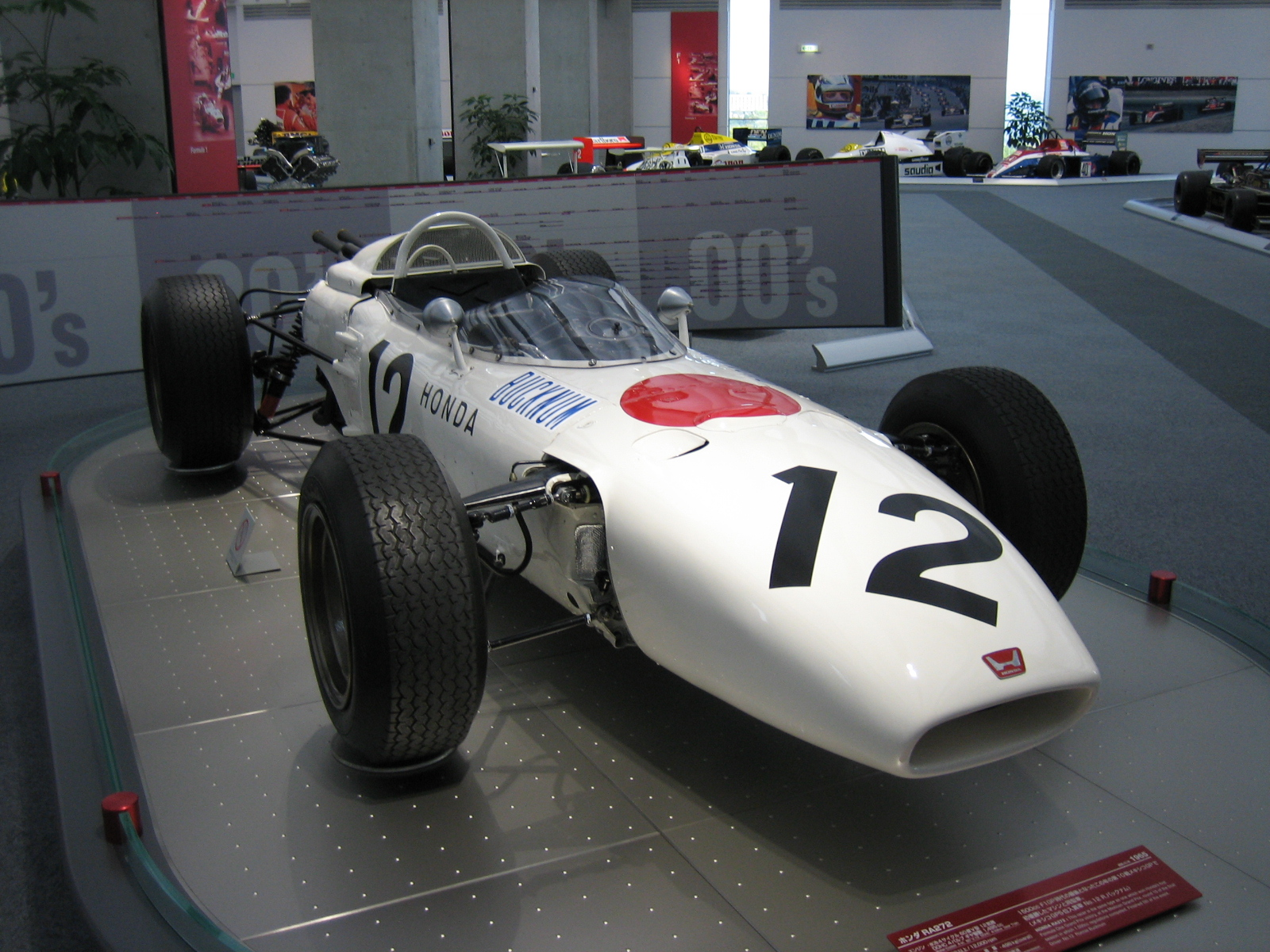
ホンダ・RA272(1965年)

二輪の国際レースで成功を収めたホンダは四輪レース最高峰のF1への挑戦を決め、1,500ccエンジン時代の1964年シーズン中盤より参戦を開始。1968年に撤退するまでに優勝2回(1965年メキシコGP、1967年イタリアGP)を記録し、ハリウッド映画『グラン・プリ』にもホンダをモデルにした「ヤムラ」チームが登場した。国際的な認知度に比べ、日本国内ではスポーツカーレースにおけるトヨタや日産のワークス対決に注目が集まり、海外レースの情報は1カ月遅れの雑誌記事などに限られていた。

### 富士F1初開催
1974年よりマキがF1に挑戦したが、脆弱な体制のため決勝レース出場は叶わなかった。ドライバーでは生沢徹、風戸裕、桑島正美がヨーロッパのF2で実力を示したが、F1へのステップアップを果たせなかった。日本人初のF1ドライバーは1974年の非選手権レースにスポット参戦した高原敬武。鮒子田寛は1975年の選手権にマキでスポット参戦したが予選不通過に終わった。
1976年にはF1が日本で初開催され、富士スピードウェイで「F1世界選手権イン・ジャパン」が行われた。マキ、コジマら日本勢とブリヂストンタイヤが地元のみスポット参戦。高原のほか星野一義、長谷見昌弘ら国内トップドライバーも挑戦した。
熱烈なスーパーカーブームの影響でF1への関心度も増し、F1を題材とした漫画・アニメーション・プラモデルなどが子供達の人気を得た。1977年は正式に「日本グランプリ」の名で開催され、コジマ、ブリヂストンタイヤ、高原、星野、高橋国光が参戦したが、決勝中に観客11名をまきこむ死傷事故が発生。F1開催は2年のみで終わり、再び空白期に入った。

### 空前のF1ブーム

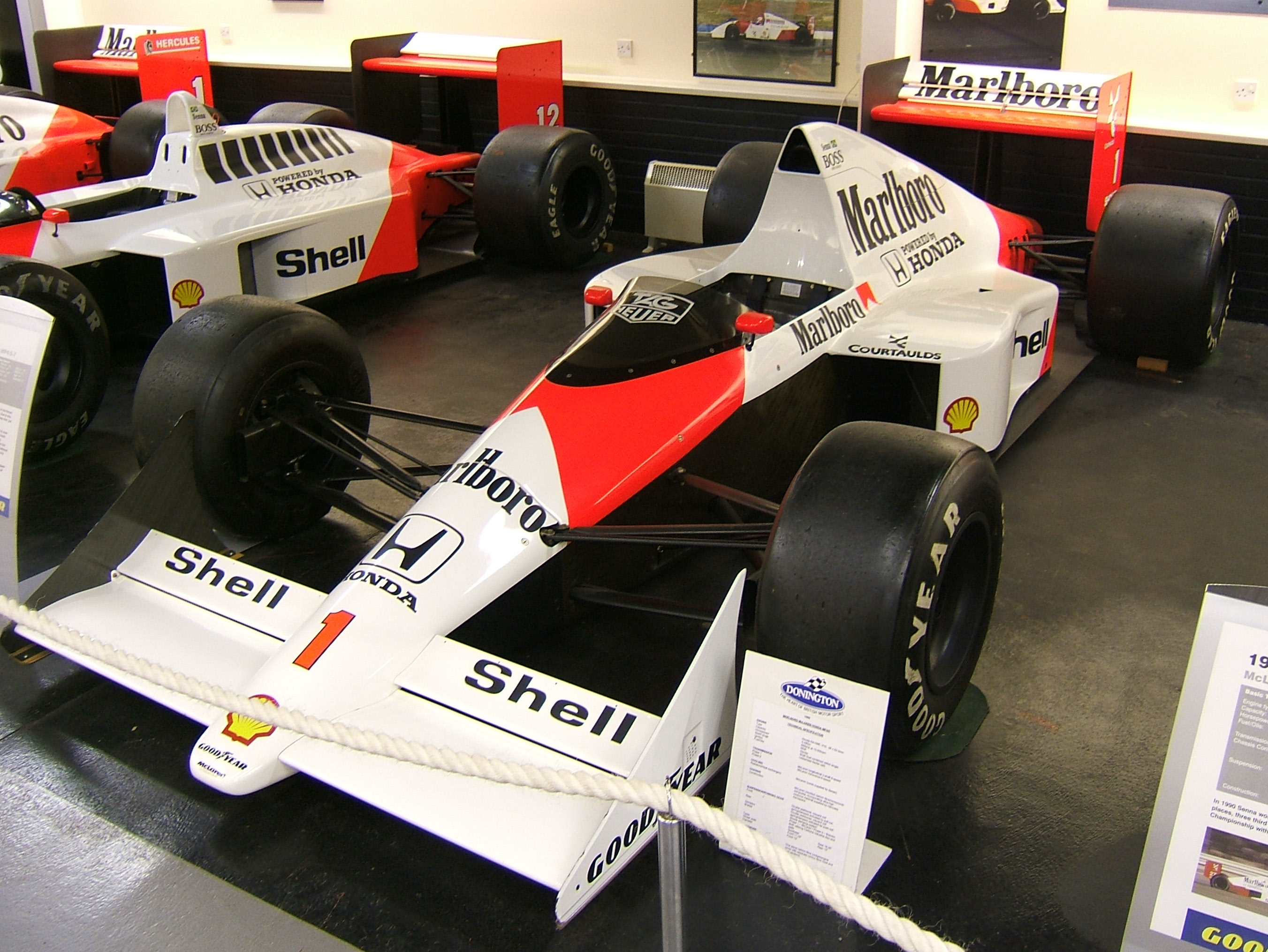
マクラーレン・MP4/5(ホンダV10エンジン)

1983年、ホンダはエンジンメーカーとしてF1に復帰し、ウィリアムズとマクラーレンとのジョイントで1986年から1991年まで6年間コンストラクターズチャンピオン連覇という最強時代を築いた。1987年には中嶋悟が日本人初のフル参戦F1ドライバーとなり、10年ぶりの日本GPが鈴鹿サーキットで開催された。
バブル景気下でモータースポーツ熱が高まる中、「ホンダ、中嶋悟、アイルトン・セナ」人気により若者世代を中心に空前のF1ブームが巻き起こる。F1関連商品や情報が各種メディアをにぎわし、フジテレビの日本GP中継は20%を超える視聴率を記録した。海外投資熱にわく日本企業が相次いでスポンサーに参入し、マーチ(レイトンハウス)、アロウズ(フットワーク)、ラルース(エスポ)、ブラバムではチーム買収により日本人オーナーが誕生した。
ホンダに続くエンジンメーカーとして1989年からヤマハ、1990年にスバル(モトーリ・モデルニとの共同開発)、1992年から無限ホンダ(現M-TEC)が参戦。ドライバーも中嶋に続き鈴木亜久里、片山右京がフル参戦し、服部尚貴、鈴木利男、野田英樹がスポット参戦した。鈴木亜久里は1990年の日本GPで3位入賞し、日本人で初めてF1の表彰台に立った。
1994年と1995年にはTIサーキット英田(現岡山国際サーキット)でパシフィックGPが開催され、鈴鹿の日本GPとあわせて選手権の2戦が日本で開催された。

### ブームの後退
ホンダは1992年末をもって第二期活動を終了する。バブル崩壊により日系スポンサーの撤退が始まり、1994年にはブームの中核にいたアイルトン・セナが事故死し、社会現象的な人気は終息に向かう。1996年には童夢がF1マシンを発表し、参戦を計画したが実現には至らなかった。日本GPの観客動員はその後も10万人以上を保ち、安定したファン層を保有しているものの、テレビ視聴率は伸び悩んでいる。
1990年代後半には井上隆智穂、中野信治、高木虎之介らが参戦したが、下位チームに所属したため目立った成績は残せなかった。一方、全日本F3000選手権経由でF1へステップアップしたエディ・アーバイン、ハインツ=ハラルド・フレンツェン、ラルフ・シューマッハらは優勝を争うトップドライバーに成長した。
無限ホンダエンジンはリジェ、ジョーダンと組んで2001年までに通算3勝を記録した。1997年からタイヤ供給活動を始めたブリヂストンはグッドイヤー、ミシュランと熾烈なタイヤ開発競争を展開。フェラーリの最強時代を支え、2006年にはタイヤメーカーとしてF1通算100勝を突破した。

### ホンダとトヨタ

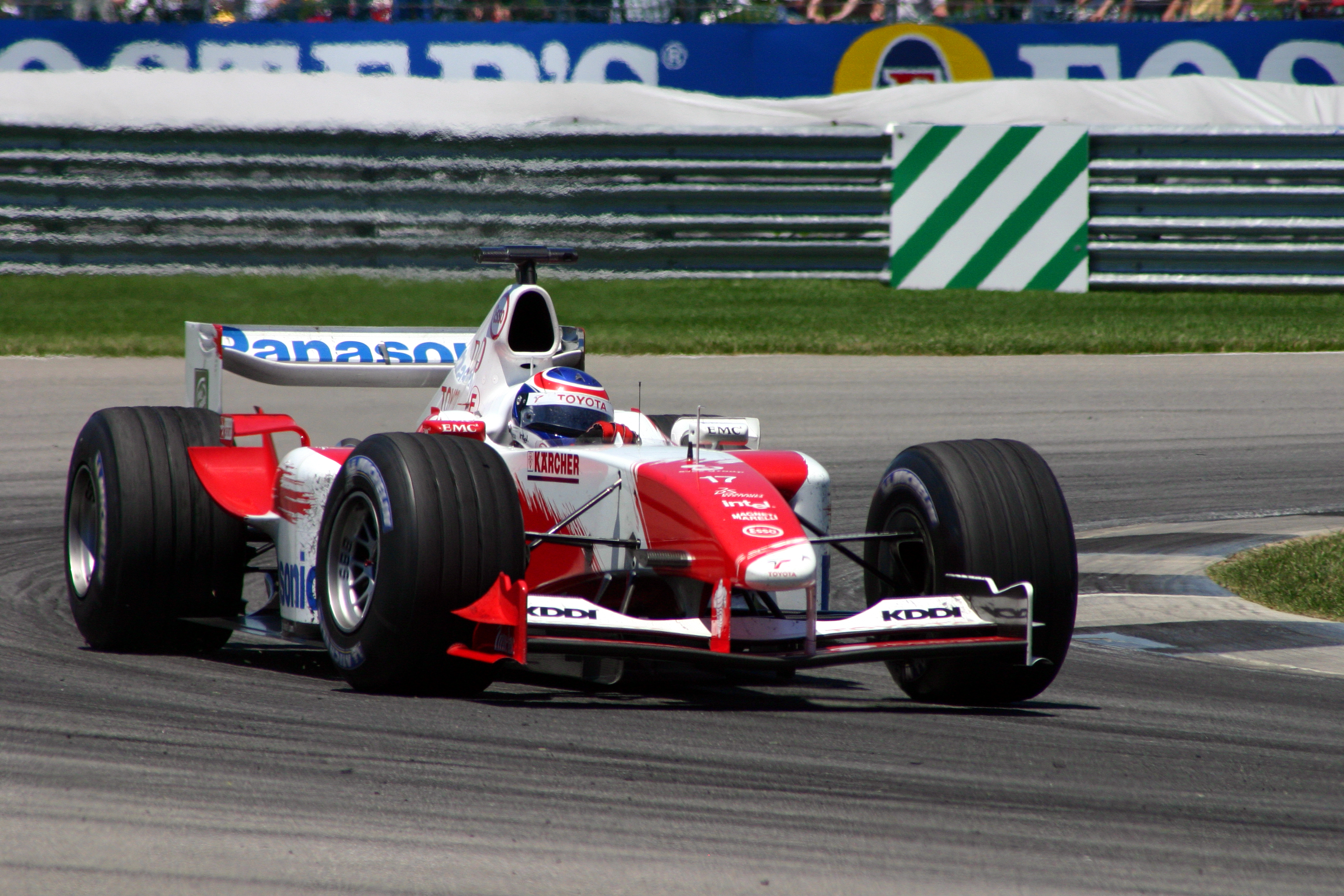
オリビエ・パニスとトヨタ・TF104(2004年アメリカGP)

2000年代はチーム・ドライバーとも自動車メーカーが関与し、総合的にF1にとりくむ姿勢が目立つ。F1活動を休止していたホンダは2000年よりエンジン供給を再開。2002年には自動車生産台数世界3位(当時)のトヨタがフルワークス体制を立ち上げ、大型参戦として話題を呼んだ。
2001年にはホンダのSRS-F出身の佐藤琢磨がF1にデビュー。下部カテゴリのF3で国際的な実績を残してステップアップした新世代のドライバーとなり、2004年のアメリカGPでは日本人として14年ぶりの3位表彰台を獲得した。
2006年、ホンダがB・A・Rを買収して38年ぶりにフルワークス参戦を開始し、ハンガリーGPで通算3勝目を記録した。また、ホンダの支援を受けて鈴木亜久里が代表を務めるスーパーアグリが誕生。同チームより井出有治、山本左近がデビューした。
2007年には日本GPの舞台がトヨタ傘下の富士スピードウェイに移るが、初年度は施設・輸送面の不備が問題となった。トヨタのTDP出身の中嶋一貴がデビューし、中嶋悟を父にもつ日本初の二世F1ドライバーとなった。
スーパーアグリは小規模ながら健闘したが、参戦当初より資金面で苦戦し、3年目の2008年シーズン途中に撤退・チーム消滅へと追い込まれた。2009年以降日本GPは鈴鹿サーキットと富士スピードウェイの交互開催となることが決まったが、経済状況悪化のためシーズン終了後にホンダがF1活動撤退を発表した。
2009年にはホンダの資産を引き継いだ新生ブラウンGPがドライバーズ(ジェンソン・バトン)、コンストラクターズの2冠を達成する快挙を演じ、トヨタではTDP出身の小林可夢偉が代役デビューで健闘した。しかし、2010年に向けては富士スピードウェイの日本GP継続断念に続き、本体のトヨタもF1活動撤退を発表。ブリヂストンも2010年限りでのタイヤ供給終了を発表するなど暗い話題が続いている。ホンダ、トヨタの突然の撤退決断の背景には、レース活動の中でも桁違いなF1コストの問題とともに、本業の急務である低公害車開発に資本と人材を集中するという理由がある。。

### 日本人F1ドライバー不在の時代へ
小林は翌2010年にザウバーのシートを獲得し、2012年の日本GPで3位となり、日本人3人目の表彰台に立った。しかし、その年限りでザウバーのシートを失い、1987年以降最低でも1人いた日本人F1ドライバーが2013年はついに不在となった。2014年にケータハムでF1に復帰したが、チーム消滅とともに再びF1から離れることになった。しかし、2021年からは角田裕毅がアルファタウリ・ホンダで活躍している。
2015年からホンダがマクラーレンへのパワーユニット供給を行う形で復帰したが、前回両者のコンビで1988年から1991年にタイトルを独占した時とは違い、パワーの無さと信頼性の低さで苦戦を強いられ、3年目の2017年になっても改善の兆しは見られず、痺れを切らしたマクラーレンはホンダとのパートナーシップを解消、2018年はトロ・ロッソへ供給先を変更することになった。
日本人F1ドライバーの不在、日本企業の不振のみならず、フジテレビが2011年をもって地上波中継から撤退、そしてモータースポーツ自体の人気低下により、日本GPの観客動員は2006年を頂点に減少の一途を辿っている。

## 主な記録

### 節目となるレース
括弧内はレースの勝者。
- 第1戦 - 1950年第1戦イギリスGP (ジュゼッペ・ファリーナ/アルファロメオ)
- 第100戦 - 1961年第6戦ドイツGP (スターリング・モス/ロータス・クライマックス(ロブ・ウォーカー・レーシングチーム))
- 第200戦 - 1971年第3戦モナコGP (ジャッキー・スチュワート/ティレル・フォード)
- 第300戦 - 1978年第3戦南アフリカGP (ロニー・ピーターソン/ロータス・フォード)
- 第400戦 - 1984年第12戦オーストリアGP (ニキ・ラウダ/マクラーレン・TAG)
- 第500戦 - 1990年第16戦オーストラリアGP (ネルソン・ピケ/ベネトン・フォード)
- 第600戦 - 1997年第3戦アルゼンチンGP (ジャック・ヴィルヌーヴ/ウィリアムズ・ルノー)
- 第700戦 - 2003年第3戦ブラジルGP (ジャンカルロ・フィジケラ/ジョーダン・フォード)
- 第800戦 - 2008年第15戦シンガポールGP (フェルナンド・アロンソ/ルノー)
- 第900戦 - 2014年第3戦バーレーンGP (ルイス・ハミルトン/メルセデス)
- 第1000戦 - 2019年第3戦中国GP (ルイス・ハミルトン/メルセデス)

### コンストラクター
記録は2021年シーズン終了時点。太字は現役参戦中のコンストラクター。
- コンストラクターズチャンピオン - 16回 フェラーリ
- 通算勝利 - 238勝[注釈 15]フェラーリ
- 通算ポールポジション - 230回 フェラーリ
- 出走回数 - 1032戦(1029スタート)/1057戦中 フェラーリ
- 年間勝利 - 19勝 メルセデス(2016年)
- 年間ポールポジション - 20回 メルセデス(2016年)
- 連続勝利 - 11連勝 マクラーレン(1988年第1戦ブラジルGP - 第11戦ベルギーGP)
- 連続ポールポジション - 24戦 ウィリアムズ(1992年第8戦フランスGP - 1993年第15戦日本GP)

### ドライバー
記録は2021年シーズン終了時点。太字は現役参戦中のドライバー。
- ドライバーズチャンピオン - 7回 ミハエル・シューマッハ、ルイス・ハミルトン
- 通算勝利 - 103勝/288戦中  ルイス・ハミルトン
- 勝率 - 47.1%(24勝/51戦中) ファン・マヌエル・ファンジオ
- 通算ポールポジション - 103回 ルイス・ハミルトン
- ポールポジション獲得率 - 56.9% ファン・マヌエル・ファンジオ
- 通算ファステストラップ - 77回 ミハエル・シューマッハ
- 出走回数 - 353戦(349スタート) キミ・ライコネン
- 年間勝利 - 13勝 ミハエル・シューマッハ(2004年)、セバスチャン・ベッテル(2013年)
- 年間ポールポジション - 15回 セバスチャン・ベッテル(2011年)
- 連続勝利 - 9連勝 アルベルト・アスカリ(1952年第3戦ベルギーGP - 1953年第4戦ベルギーGP)、セバスチャン・ベッテル(2013年第11戦ベルギーGP - 第19戦ブラジルGP)
  - アルベルト・アスカリの記録は不出場の1953年インディ500をカウントしない場合の記録。含む場合は7連勝。
- 連続ポールポジション - 8戦 アイルトン・セナ(1988年第14戦スペインGP - 1989年第5戦アメリカGP)
- 最年少出走 - 17歳165日 マックス・フェルスタッペン(2015年第1戦オーストラリアGP)
- 最年少優勝 - 18歳227日 マックス・フェルスタッペン(2016年第5戦スペインGP)
- 最年少チャンピオン - 23歳134日 セバスチャン・ベッテル(2010年第19戦アブダビGP)
- 最年長出走 - 55歳292日 ルイ・シロン(1955年第2戦モナコGP[注釈 16])
- 最年長優勝 - 53歳22日 ルイジ・ファジオーリ(1951年第4戦フランスGP)
- 最年長チャンピオン - 46歳41日 ファン・マヌエル・ファンジオ(1957年第6戦ドイツGP)

### その他の記録
- 決勝平均速度 - 247.585km/h ミハエル・シューマッハ/フェラーリ(2003年第14戦イタリアGP)
- 決勝最高速度 - 372.6km/h ファン・パブロ・モントーヤ/マクラーレン・メルセデス(2005年第15戦イタリアGP)
- 最小差優勝 - 0.01秒 ピーター・ゲシン/BRM(1971年第9戦イタリアGP)
  - 1000分の1秒まで計測した場合では0.011秒 ルーベンス・バリチェロ/フェラーリ(2002年第16戦アメリカGP)
- 最大差優勝 - 5分12秒75 スターリング・モス/ヴァンウォール(1958年ポルトガルGP)
- 最少得点差チャンピオン - 0.5点 ニキ・ラウダ(1984年)
- 最大得点差チャンピオン - 155点 セバスチャン・ベッテル(2013年)
- タイヤメーカー勝利数 - 368勝 グッドイヤー(1964年 - 1998年)